# Jorge Espejo Leppe
Jorge Andrés Espejo Leppe (Pudahuel, 28 de julio de 2000) es un futbolista chileno que se desempeña como Defensa y milita en Audax Italiano de la Primera División de Chile.

## Trayectoria
Nacido en Pudahuel, comenzó a jugar fútbol en el club de su comuna Pudahuel Barrancas. A los 10 años se incorporó a las divisiones inferiores de Cobreloa, trasladándose a los 16 años a Calama para ingresar a la sub-17 loína. Estudiando entre los diversos establecimientos de la ciudad en el Liceo Eleuterio Ramirez Molina A-25.
Debutó por el primer equipo loíno el 2 de junio de 2019, en la derrota ante Deportes Santa Cruz. Durante el año 2021 logra su consolidación como titular, para el año siguiente transformarse en uno de los mejores jugadores del equipo, atrayendo la atención de equipos de la primera división chilena interesados en sus servicios.
En enero de 2023, luego de estar cerca de ser transferido a Unión Española, finalmente fue cedido a Everton de la Primera División, por toda la temporada 2023. Tras el fin del torneo de Primera división, Everton anunció el regreso de Espejo a Cobreloa, cuadro que jugará en la categoría de oro del fútbol chileno durante 2024.

## Estadísticas

### Clubes
| Club                   | Div.          | Temporada     | Liga  | Liga  | Copas nacionales | Copas nacionales | Torneos | Torneos | Total | Total |
| Club                   | Div.          | Temporada     | Part. | Goles | Part.            | Goles            | Part.   | Goles   | Part. | Goles |
| ---------------------- | ------------- | ------------- | ----- | ----- | ---------------- | ---------------- | ------- | ------- | ----- | ----- |
| Cobreloa · Chile       | 2.ª           | 2019          | 1     | 0     | —                | —                | —       | —       | 1     | 0     |
| Cobreloa · Chile       | 2.ª           | 2020          | —     | —     | —                | —                | —       | —       | 0     | 0     |
| Cobreloa · Chile       | 2.ª           | 2021          | 24    | 0     | —                | —                | —       | —       | 24    | 0     |
| Cobreloa · Chile       | 2.ª           | 2022          | 29    | 1     | 6                | 0                | —       | —       | 35    | 1     |
| Everton · Chile        | 1.ª           | 2023          | 25    | 1     | 3                | 0                | —       | —       | 28    | 1     |
| Everton · Chile        | Total club    | Total club    | 25    | 1     | 3                | 0                | 0       | 0       | 28    | 1     |
| Cobreloa · Chile       | 1.ª           | 2024          | 29    | 2     | 5                | 0                | —       | —       | 34    | 2     |
| Cobreloa · Chile       | Total club    | Total club    | 83    | 3     | 11               | 0                | 0       | 0       | 94    | 3     |
| Audax Italiano · Chile | 1.ª           | 2025          | 0     | 0     | 0                | 0                | —       | —       | 0     | 0     |
| Audax Italiano · Chile | Total club    | Total club    | 0     | 0     | 0                | 0                | 0       | 0       | 0     | 0     |
| Total carrera          | Total carrera | Total carrera | 108   | 4     | 14               | 0                | 0       | 0       | 122   | 4     |
| 1. 2.                  |               |               |       |       |                  |                  |         |         |       |       |